# José Millán-Astray y Terreros
José Millán-Astray y Terreros (La Corunya, 5 de juliol de 1879 - Madrid, 1 de gener de 1954) va ser un militar espanyol, fundador de la Legió Espanyola.

## Biografia
Neixé a la Corunya el 5 de juliol de 1879, fill de José Millán Astray (de qui va prendre els dos cognoms) i de Pilar Terreros Segade. Germà de l'escriptora Pilar Millán Astray.
Tan bon punt va sortir de l'Acadèmia d'Infanteria, formà part de la campanya de les Filipines, i en retornar-ne ingressà en l'Escuela de Guerra, però interrompé els estudis en ser destinat al batalló de Cazadores de Madrid. En ascendir a capità tornà a l'Escuela de Guerra, on tingué per mestres en García Benitez, García Alonso i Mariani, en sortir-ne diplomat, fou nomenat professor d'Arts militars en l'Acadèmia d'Infanteria. En acabar el curs marxà com a voluntari al Marroc, i allà ingressà en la policia indígena, a les ordres del general Jordana.
Més tard, cridat pel general Manuel Fernández Silvestre, va combatre al seu costat i ascendí, per mèrits de guerra, a comandant, en la zona de Regaya, de Larraix. Va ser dos anys comandant de regulars de Larraix, i en retornar a la Península fou destinat a la Comissió de tàctica, essent llavors quan germinà en ell la idea de crear un cos voluntari, anàleg al d'altres exèrcits, per la qual cosa anà a Algèria amb l'objecte d'estudiar la Legió francesa.

## Fundador de la Legió
En crear-se després la Legió Espanyola, anomenada oficialment El Tercio, fou posat al capdavant seu amb el grau de tinent coronel, que acabava d'assolir. El 1922 deixà el comandament de la Legión i va ser destinat al regiment de Pavia. Guanyà una de les places tretes a concurs d'oficials diplomats a l'Estat Major per anar a l'estranger a perfeccionar-se en idiomes i ciència militar i passà a França, on fou agregat al professorat de les Escoles militars de Saint-Cyr i de Saint-Maixent, i més tard, al 10è batalló de Caçadors a Saterne (Alsàcia). D'allà marxà al Marroc, agregat a l'Estat Major del mariscal Lyautey, i en tot aquest temps estudià sistemes educatius i d'instrucció militar, i en el camp, en les línies de contacte franceses, l'organització dels exèrcits colonials. En agreujar-se el problema del Marroc sol·licità i assolí ser destinat a les ordres de l'alt comissari. Al cap de tres dies li fou concedit el grau de coronel, i quan anava a prendre el comandament de la seva columna caigué ferit, una de les quatre vegades que ho va ser; en la tercera va perdre un braç i en la quarta un ull. Entre els fets d'armes memorables que es recorden de la seva gestió, hi figura quan el 1921 acudí amb les 1a i 2a banderes, en ajut de Melilla, prestant en aquella ocasió un excel·lent servei militar.
El 1929, convidat per les col·lectivitats espanyoles, visità les Repúbliques Argentina, de Xile i Uruguai, i el 1930 la dels Estats Units, Cuba i Mèxic, invitat en aquesta última pel govern de la nació. El primer d'aquests viatges constituí una sèrie no interrompuda de triomfs, de simpatia i d'adhesió a Espanya. Fou festejat i condecorat en algunes d'aquestes nacions. El 1922 publicà un interessant manifest en defensa de la disciplina militar i en contra de la intervenció de l'exèrcit en la política nacional, fet que ell mateix no compliria, en adherir-se el 1936 a l'exèrcit rebel del general Franco. El 18 de juliol, trobant-se a l'Argentina, retornà immediatament i s'incorporà a l'exèrcit rebel de Franco. Va ser nomenat ràpidament director de Propaganda, Premsa i Ràdio.
En acabar la Guerra Civil i per mèrits propis, Franco l'anomenà cap del Cuerpo de Mutilados de Guerra por la Patria, càrrec en el qual es va mantenir fins a la seva mort.
Va ascendir a general de brigada, diplomat d'Estat Major i coronel honorari de la Legió. Posseí la medalla militar i altres creus de guerra espanyoles, la Legió d'Honor i Creu de Guerra franceses i d'altres condecoracions estrangeres. Era fill adoptiu de Ceuta i fill predilecte de la Corunya. Escriví un llibre titulat La Legión i alguns fullets professionals.
Es diu que era un soldat valent i va acumular moltes cicatrius de les quals presumia. Va ser un feixista molt ajustat al concepte tradicional de feixista. Francisco Franco li tenia molt de respecte, potser per ser un militar amb una vasta cultura, que parlava diversos idiomes i que era molt ben vist per governs estrangers, sobretot pel govern francès.

## Anècdotes
És recordat per les seves declaracions de crítica exaltada i violenta contra les autonomies basca i catalanes que va pronunciar a Salamanca el 12 d'octubre de 1936 allà es van pronunciar els crits típics de la Legió de "Viva la muerte" "Muera la inteligencia". Va provocar la contesta raonada de Miguel de Unamuno qui va ser cruel amb ell i el va comparar amb Cervantes (per les mutilacions de guerra) i a més va pronunciar la cèlebre frase Venceréis pero no convenceréis. També li va dir públicament que era una mena d'inútil que li agradaria que els altres fossin inútils com ell.

Segons recull Hugh Thomas del Luis Gabriel Portillo, va ser en aquesta discussió quan també va qualificar el País Basc i Catalunya com "càncers en el cos de la naciò", i Anti-espanya, atenent la resposta de l'Unamuno:
Esteu esperant les meves paraules. Em coneixeu bé, i sabeu que sóc incapaç de romandre en silenci. De vegades, quedar-se callat equival a mentir, perquè el silenci pot ser interpretat com a aquiescència. Vull fer alguns comentaris al discurs –per dir-ho d'alguna manera– del professor Maldonado, que es troba entre nosaltres. Aquí s'ha parlat de guerra internacional en defensa de la religió cristiana; jo mateix ho vaig fer altres vegades. Però no, la nostra és només una guerra incivil. Vèncer no és convèncer, i cal convèncer, sobretot, i no pot convèncer l'odi que no deixa lloc a la compassió. Deixaré de banda l'ofensa personal que suposa la seva sobtada explosió contra bascos i catalans anomenant-los Anti-Espanya; doncs bé, amb la mateixa raó poden ells dir el mateix. El senyor bisbe ho vulgui o no ho vulgui, és català, nascut a Barcelona, i aquí és per ensenyar la doctrina cristiana que no voleu conèixer. Jo mateix, com sabeu, vaig néixer a Bilbao i porto tota la vida ensenyant la llengua espanyola, que no sabeu…
El seu primer matrimoni sembla que no es va consumar mai, posteriorment es va casar i va tenir un fill amb una neboda del filòsof José Ortega y Gasset.